# セロ (マジシャン)
セロ（Cyril、1973年9月27日 - ）は、アメリカ合衆国のロサンゼルス生まれのプロマジシャン（イリュージョニスト）。クロースアップ・マジックからステージマジックまで幅広いジャンルをこなす。2007年、マジシャン・オブ・ザ・イヤーを受賞した。
アメリカではセロ・タカヤマ（Cyril Takayama）名義で活動している。

## 来歴
６歳の時ラスベガスで見たマジックショーに心を掴まれた。
10歳の時から始めたマジックの才能が開花し、12歳でマジックキャッスルジュニアメンバー、フューチャー・スターの経歴を持つ。
15歳の時に学校を強制退学、16歳の時には自主退学したことをMagic (“The Magazine for Magicians”)にて明かしている。セロの行動を問題視した父は彼を日本に送ろうと考えたが、乗り継ぎだった東京にて逃亡を図り、以降ストリートパフォーマーとして貧困生活を送る。日本のマジック団体に加盟しようと試みたものの、よそ者扱いされ断念。
17歳の時、裕福な日本人ビジネスマンに気に入られ、ホテルにてウェディングなどで短時間のパフォーマンスを行うようになる。
1994年に、19歳でFISM横浜大会でイリュージョン部門1位を受賞した。
2004年よりフジテレビ系列で『マジック革命!セロ!!』がスタート。
2008年、デヴィッド・マメットが監督した柔術映画『Redbelt』に出演。同年5月31日にさいたまスーパーアリーナで開催された『MTV VIDEO MUSIC AWARDS JAPAN 2008』の司会を担当。
パートナーのジェーンとともにセロ&ジェーンとしても活動。アメリカ、アジア、ヨーロッパを中心に興行している。メディア媒体での活躍としては、アメリカで『X-FILES』シリーズのマジック監修・主演、日本では特集番組が何度か組まれている。
2014年、自分がマジックを生み出す動機が視聴率になっていることに気づき、バーンアウト状態になる。テレビを離れ、日本でのショーの合間に海外を旅行したり、コンベンションに参加する。実験的な試みも始め、友人が経営するサッカーキャンプや格闘技教室など、子どもが集まる場所へ出向いての講演を行う。シンプルなマジックを見せたり、仕掛けを教えて一緒にやってみたりしている。

## 人物
父親が日本人で母親がモロッコ系フランス人。父親の出身地である沖縄県今帰仁村で、2歳から4歳まで祖母に育てられた。ロサンゼルスに戻った後も小学生時代は夏休みを祖母宅で過ごし、小学6年の時には日本の小学校に、わずか19日間だが通学していた。日本に滞在していた時期が長いことから日本語は堪能である。
出囃子はPaul Oakenfold「ready steady go」
マジックの核心に迫る時には「Surprise!」と発するのが恒例。

## テレビ出演
- マジック革命!セロ!! （2004年 - 2014年 、フジテレビ）
- セロのマジカル・バケーション in Hawaii（2012年5月26日 - 、AXN ミステリー）[4]

## 公演
- MAGIC REVOLUTION マジック革命セロ The Xperience （2006年9月5日 - 2007年5月24日）
- MAGIC REVOLUTION マジック革命セロ The Xperience II （2008年10月8日 - 2009年3月29日）